# ライオネル・マプー
ライオネル・マプー（Lionel Mapoe、1988年7月13日 - ）は、ユナイテッド・ラグビー・チャンピオンシップ、ブルズに所属するラグビー選手。

## プロフィール
- 南アフリカ・ポート・エリザベス出身。
- ポジションはウィング(WTB)、センター(CTB)。
- 身長 189cm、体重 80kg
- 南アフリカ代表キャップは14（2021年1月現在）。

## 略歴
フィカードパーク高校、フリーステート・チーターズ、チーターズ、ゴールデン・ライオンズ、ライオンズ、ブルズ、ライオンズを経て、2015年、クボタスピアーズに加入。
2016年1月9日に行われたジャパンラグビートップリーグ順位決定トーナメント第1節のNECグリーンロケッツ戦に途中出場で日本での公式戦初出場を果たす。
2018年、クボタスピアーズを退団後、翌2019年、スタッド・フランセ・パリに加入。
2020年、スタッド・ニソワに加入。
2021年、ブルズに加入。